# Muzeum Pamięć i Tożsamość im. św. Jana Pawła II w Toruniu
Muzeum Pamięć i Tożsamość im. św. Jana Pawła II w Toruniu – budowane muzeum poświęcone historii Polski, znajdujące się przy ul. Droga Starotoruńska 3 w Toruniu, w sąsiedztwie kościoła Najświętszej Maryi Panny Gwiazdy Nowej Ewangelizacji i św. Jana Pawła II i kampusem Akademii Kultury Społecznej i Medialnej. Nazwa muzeum nawiązuje do tytułu ostatniej książki Jana Pawła II pt. Pamięć i tożsamość. Inicjatorem budowy muzeum była Fundacja „Lux Veritatis”, której prezesem jest o. Tadeusz Rydzyk. Muzeum jest instytucją kultury, utworzoną 2 lipca 2018 roku, zgodnie z umową z dnia 20 czerwca 2018 roku pomiędzy Wiceprezesem Rady Ministrów, Ministrem Kultury i Dziedzictwa Narodowego a Fundacją „Lux Veritatis”. Dyrektorem muzeum jest o. Jan Król.
Celem muzeum jest upowszechnianie pamięci o tradycji Polski chrześcijańskiej, ze szczególnym uwzględnieniem działalności papieża Jana Pawła II oraz historii ratowania Żydów przez Polaków podczas II wojny światowej. W muzeum ma mieścić się stała wystawa poświęcona nauczaniu Jana Pawła II. W maju 2020 roku portal internetowy Onet.pl poinformował, że w muzeum ma powstać również ekspozycja poświęcona osobom, dzięki którym Polska stała się państwem katolickim. Na części wystawy ma być przedstawiona Rodzina Radio Maryja oraz dzieła powstałe z inicjatywy o. Tadeusza Rydzyka.
Termin otwarcia muzeum był kilkakrotnie przekładany. Otwarcie muzeum miało mieć miejsce pod koniec 2020 roku, w listopadzie 2022 roku oraz 31 stycznia 2023 roku. Ostatecznie budynek muzeum (bez wystawy stałej) został otwarty 19 października 2023 roku.
Muzeum stanowi najdroższą inwestycję realizowaną przez o. Tadeusza Rydzyka. Do listopada 2022 roku muzeum otrzymało dofinansowanie w wysokości 182 mln zł (139,6 mln na samą budowę muzeum, 42,68 na wystawę stałą, w dwóch transzach). Wkład Fundacji „Lux Veritatis” wyniósł 88 mln zł.

## Zbiory
W zbiorach muzeum ma znaleźć się miecz, podarowany przez ministra aktywów państwowych Jacka Sasina i prezesa Grupy Enea Pawła Majewskiego podczas XXXII Pielgrzymki Rodziny Radia Maryja na Jasną Górę 9 lipca 2023 roku. Eksponat zakupiła Fundacja Enea. Zdaniem fundatorów miecz liczy około 1000 lat i stanowi jeden z niewielu przykładów broni z tego okresu, który zachował się w dobrym stanie. Kontrowersje wywołał koszt miecza (według ustaleń Wirtualnej Polski wynoszący ok. 250 tys. zł) oraz sfinansowanie eksponatu przez Grupę Enea.